# Saosnes
Saosnes est une commune française, située dans le département de la Sarthe en région Pays de la Loire, peuplée de 218 habitants.
La commune fait partie de la province historique du Maine. Elle a donné son nom à la région du Saosnois dont elle fut la première capitale avant d'être dépassée par Mamers.

## Géographie

### Localisation
Saosnes est une commune rurale située dans la campagne du Saosnois, faisant partie du département de la Sarthe et de l'arrondissement de Mamers. Le bourg de Saosnes est à 5 km au sud-ouest de Mamers, 20 km au sud-est d'Alençon et 35 km au nord du Mans.
|          | Saint-Rémy-du-Val, Vezot, Panon | Saint-Longis            |
| Les Mées | Saosnes                         | Pizieux                 |
|          | Courgains                       | Saint-Calez-en-Saosnois |

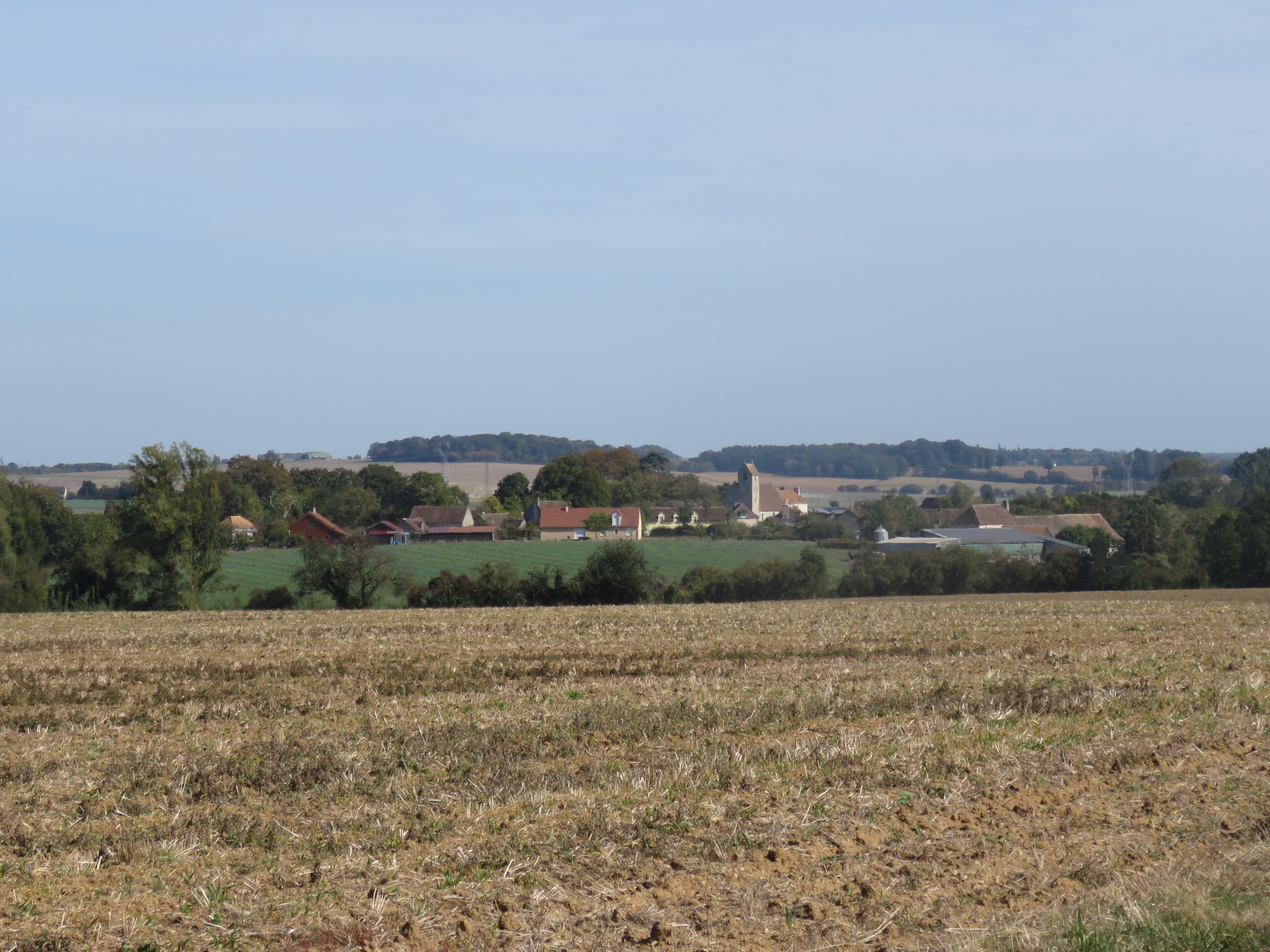
Le bourg de Saosnes.
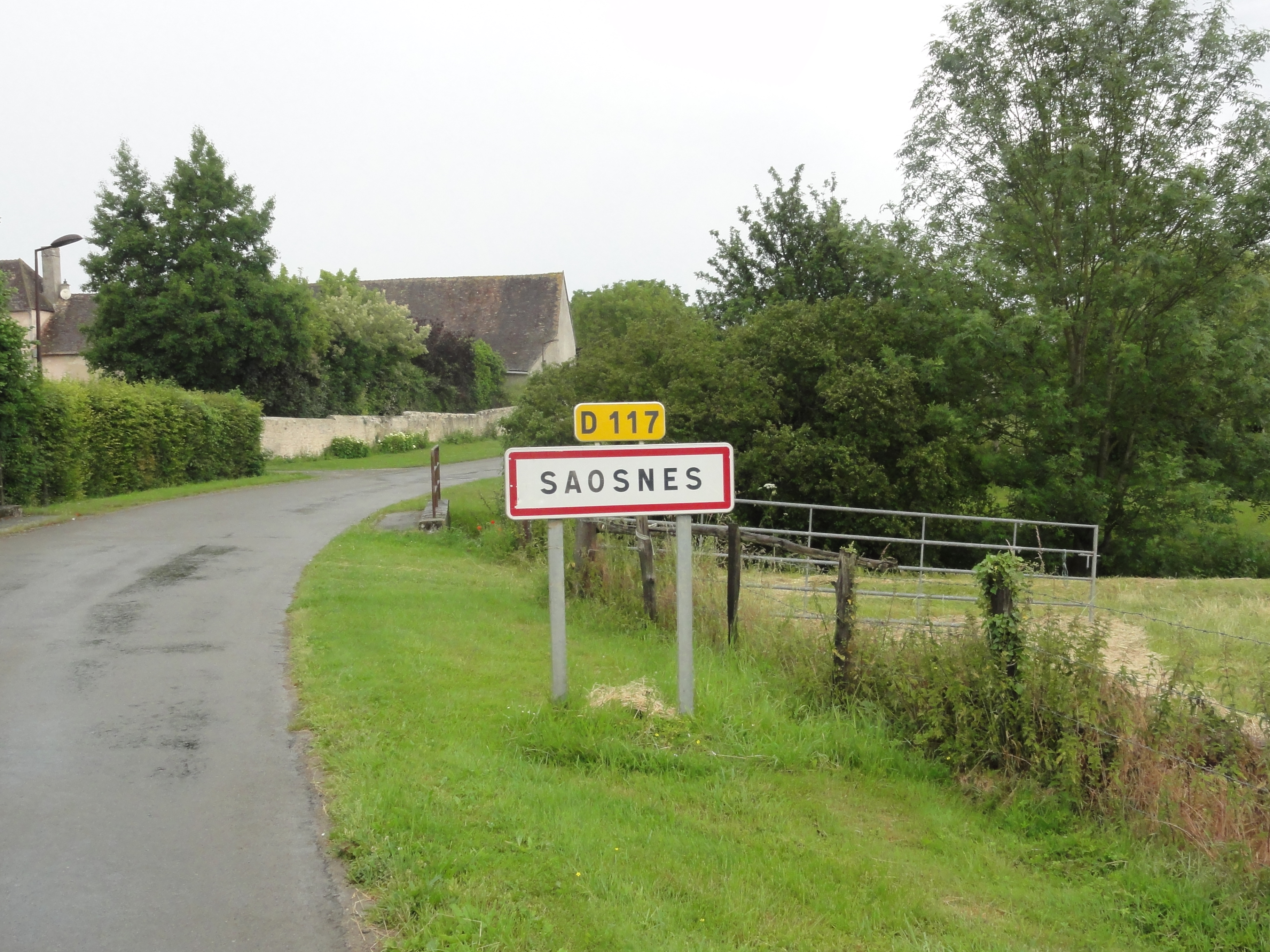
Entrée de Saosnes.
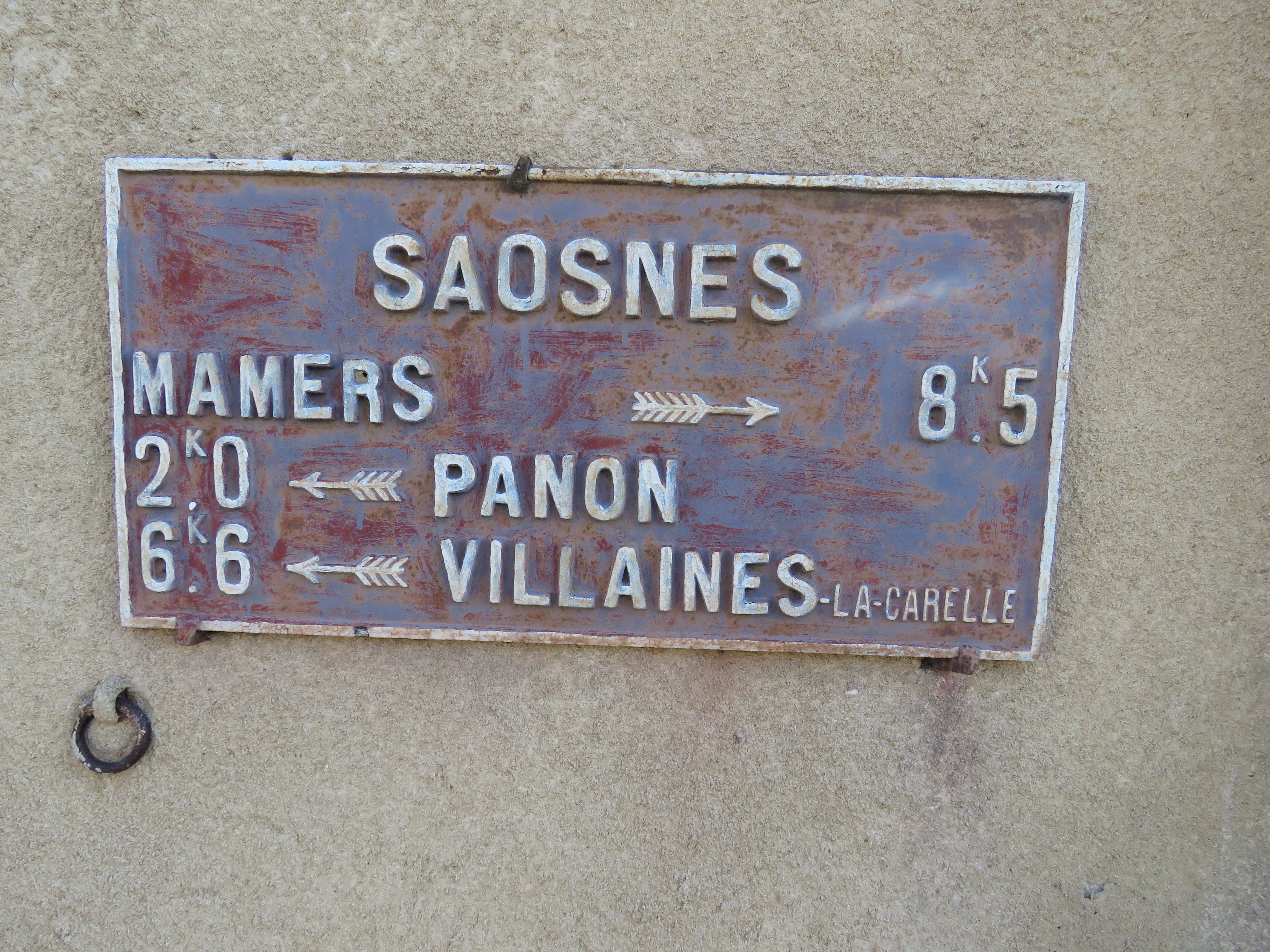
Plaque de cocher place Jean Triger.
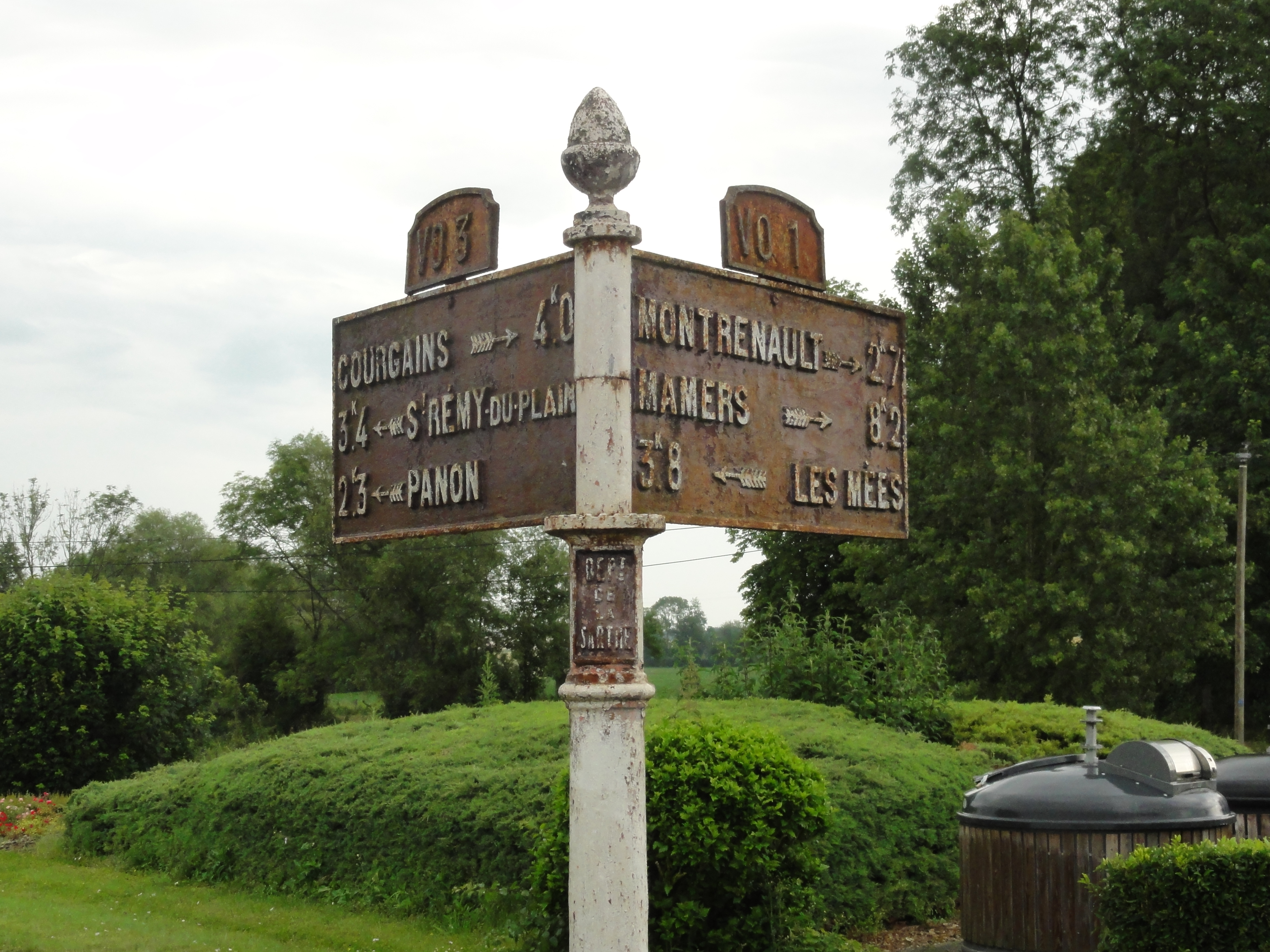
Plaques de cocher.

### Géologie et relief, hydrographie
La superficie de la commune est de 1 125 ha ; son altitude varie entre 104 et 171 m. Le bourg de Saosnes est situé à l'ouest du territoire de la commune dans sa partie basse tandis que le lieu-dit de Montrenault est situé à l'est plus en hauteur. Les deux bourgs sont distants de 2 km.
Au sud du bourg de Saosnes passe la Saosnette, petite rivière qui traverse l'étang de Guéchaussé et qui est un affluent de la Bienne. Le lieu-dit de Montrenault est arrosé au sud-est de deux petits ruisseaux donnant naissance à celui des Moires.

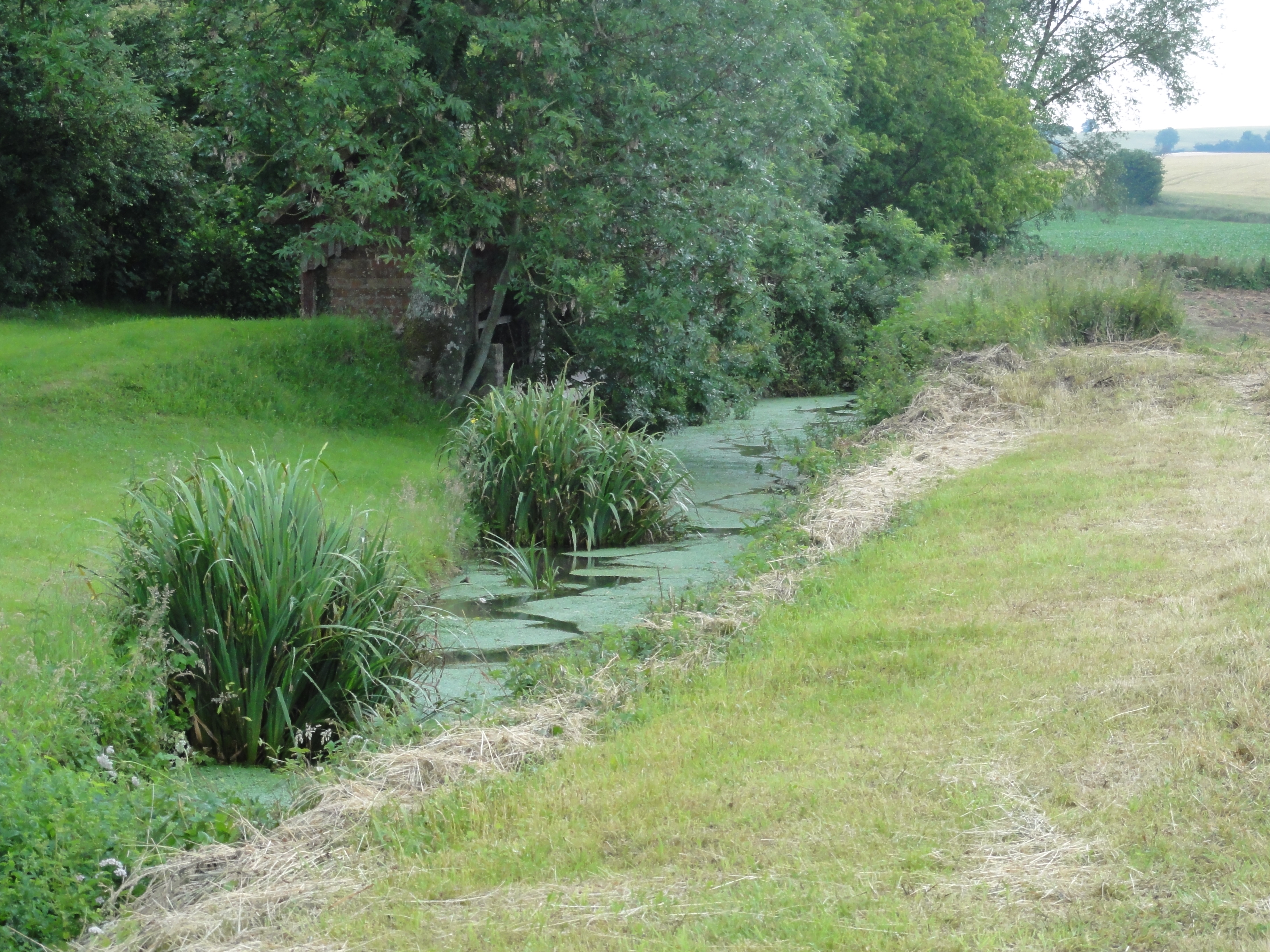
La Saosnette à Saosnes.
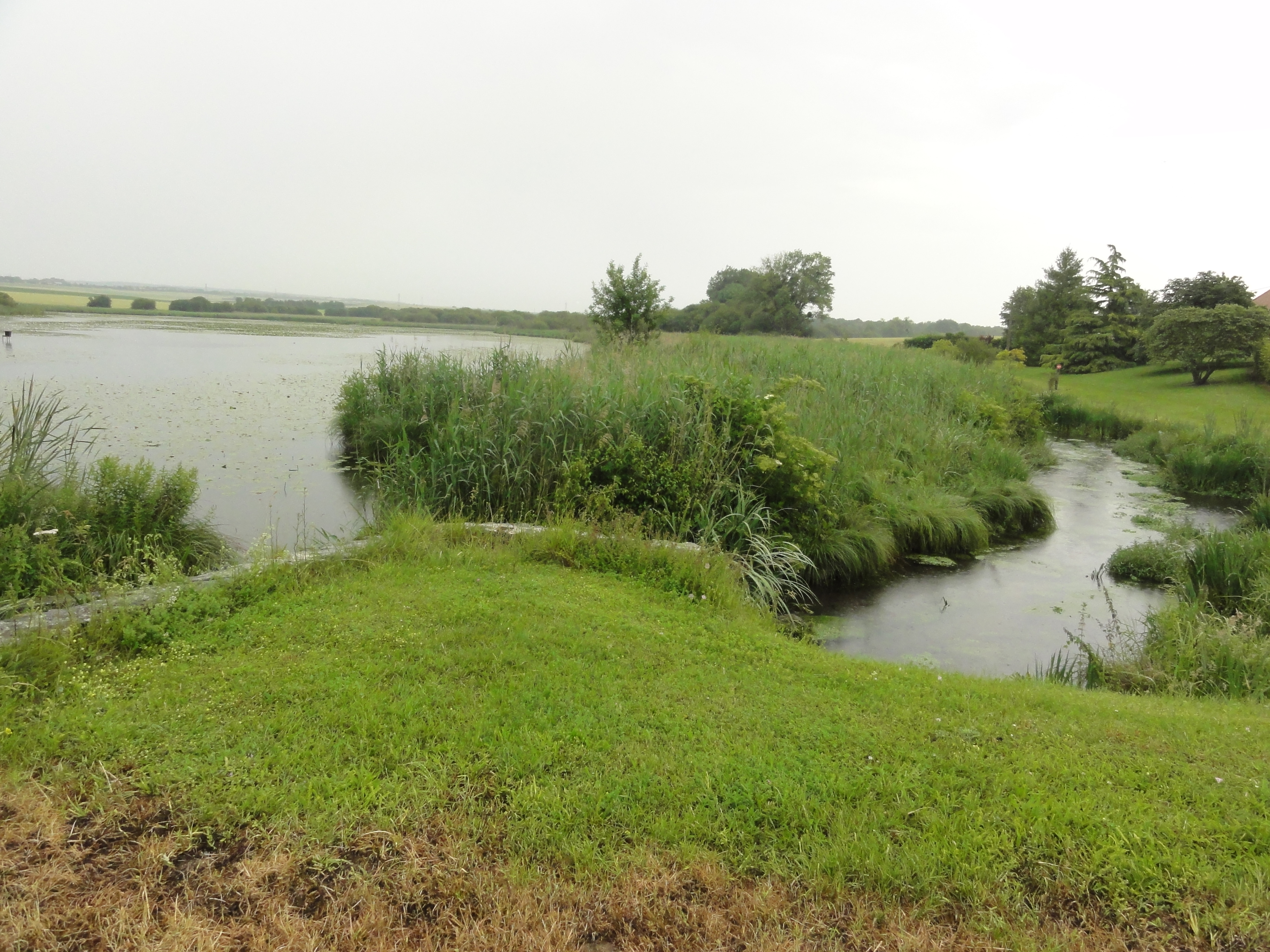
'La Saosnette et l'étang de Gué-Chaussé.

### Lieux-dits et écarts
La commune est composée de nombreux lieux-dits dont notamment Montrenault, ancienne commune, absorbée par Saosnes en 1810, ainsi que Gué-Chaussée, les Marais, la Butte, la Cour, Villeneuve, Ville-Cauve, les Grandes-Maisons, le Prieuré, la Prévoté, la Cochardière, les Monts-Josson, Bellevue, les Buis, Blanche-Lande, etc.

### Voies de communication et transports
La route départementale 300 (de Mamers au Mans, par Ballon) traverse le bourg de Montrenault. Le reste de la commune est parsemé d'un réseau de routes et chemins communaux.

### Climat
Pour des articles plus généraux, voir Climat des Pays de la Loire et Climat de la Sarthe.
En 2010, le climat de la commune est de type climat océanique dégradé des plaines du Centre et du Nord, selon une étude du CNRS s'appuyant sur une série de données couvrant la période 1971-2000. En 2020, Météo-France publie une typologie des climats de la France métropolitaine dans laquelle la commune est exposée à un climat océanique altéré et est dans la région climatique  Normandie (Cotentin, Orne), caractérisée par une pluviométrie relativement élevée (850 mm/a) et un été frais (15,5 °C) et venté. 
Pour la période 1971-2000, la température annuelle moyenne est de 10,6 °C, avec une amplitude thermique annuelle de 13,9 °C. Le cumul annuel moyen de précipitations est de 713 mm, avec 11,6 jours de précipitations en janvier et 7,4 jours en juillet. Pour la période 1991-2020, la température moyenne annuelle observée sur la station météorologique de Météo-France la plus proche, « Commerveil_sapc », sur la commune de Commerveil à 6 km à vol d'oiseau, est de 11,9 °C et le cumul annuel moyen de précipitations est de 712,2 mm,. Pour l'avenir, les paramètres climatiques de la commune estimés pour 2050 selon différents scénarios d'émission de gaz à effet de serre sont consultables sur un site dédié publié par Météo-France en novembre 2022.

## Urbanisme

### Typologie
Au 1er janvier 2024, Saosnes est catégorisée commune rurale à habitat très dispersé, selon la nouvelle grille communale de densité à sept niveaux définie par l'Insee en 2022.
Elle est située hors unité urbaine. Par ailleurs la commune fait partie de l'aire d'attraction de Mamers, dont elle est une commune de la couronne,. Cette aire, qui regroupe 21 communes, est catégorisée dans les aires de moins de 50 000 habitants,.

### Occupation des sols
L'occupation des sols de la commune, telle qu'elle ressort de la base de données européenne d’occupation biophysique des sols Corine Land Cover (CLC), est marquée par l'importance des territoires agricoles (98,8 % en 2018), une proportion identique à celle de 1990 (98,8 %). La répartition détaillée en 2018 est la suivante : 
terres arables (87,6 %), zones agricoles hétérogènes (7,3 %), prairies (3,9 %), forêts (1,2 %). L'évolution de l’occupation des sols de la commune et de ses infrastructures peut être observée sur les différentes représentations cartographiques du territoire : la carte de Cassini (XVIIIe siècle), la carte d'état-major (1820-1866) et les cartes ou photos aériennes de l'IGN pour la période actuelle (1950 à aujourd'hui).

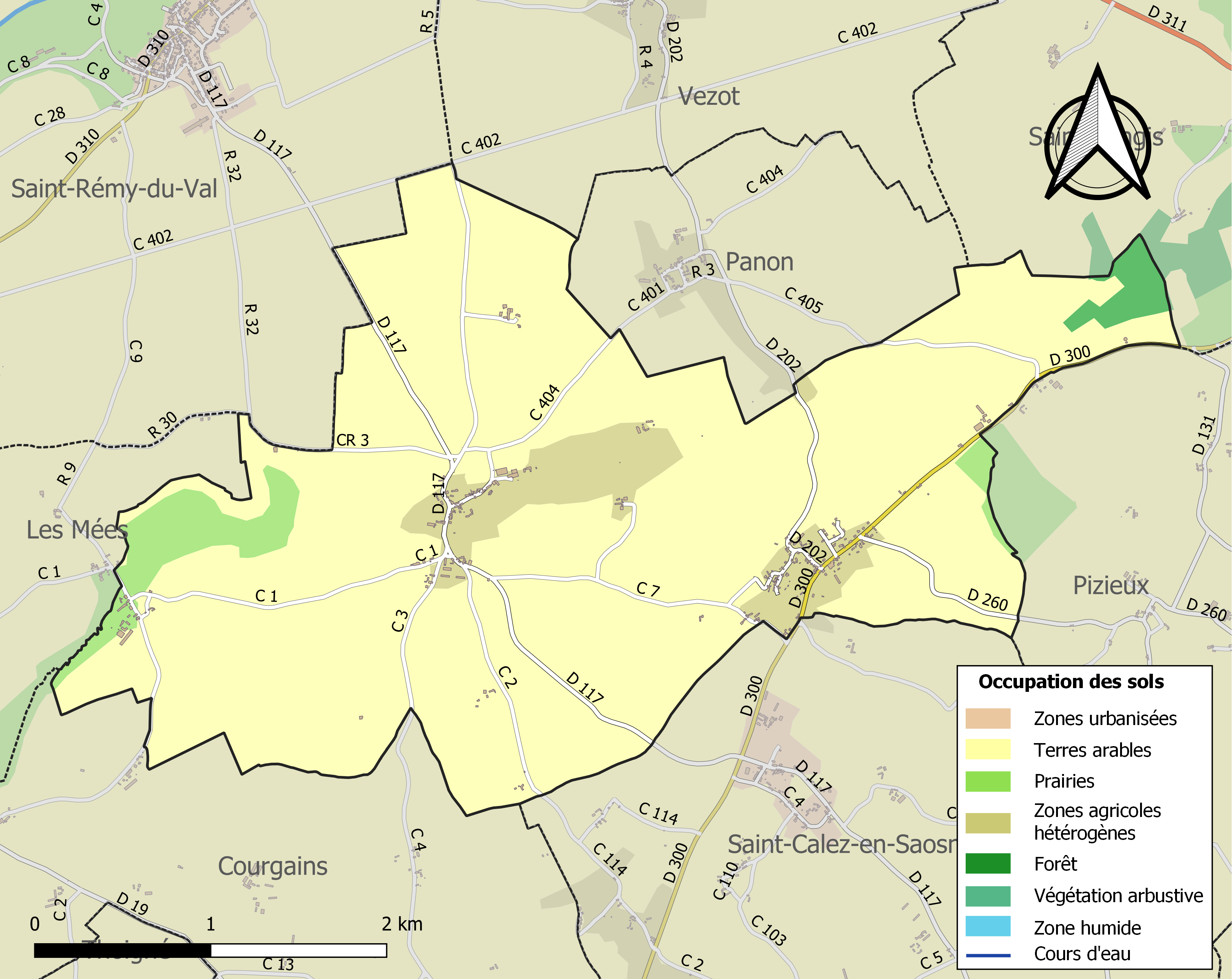
Carte des infrastructures et de l'occupation des sols de la commune en 2018 (CLC).

## Toponymie
Sagona, Saconia, Sonnes avant 1801, puis Saone et enfin Saosnes, en référence à Saugonna la déesse gauloise des eaux[réf. à confirmer].
D’après Taverdet, on retrouve le toponyme Sagono sur une monnaie mérovingienne. Son origine serait la racine gauloise souk ou souco qui désigne un marécage donnant naissance à une rivière.
Pour l'ancienne commune de Montrenault : Mons Renaldi, Monte Reginaldi puis Mont-Regnault et enfin Mont-Renault probablement en référence à Regnault, seigneur de cette paroisse au XIIe siècle.

## Histoire
Saosnes fut la première capitale du Saosnois, chef-lieu du Pagus Sagonensis au IIIe siècle puis de la baronnie du Saosnois au XIIe siècle. La place forte de Saosnes semble avoir été détruite lors des invasions normandes. Elle fut remplacée par celle de Saint-Rémy-du-Plain vers le Xe siècle, tout en conservant une importance stratégique.
En 1098, le comte du Perche et seigneur du Saosnois, Robert II Talvas, fait réparer les forteresses de Saosnes et de Guéchaussée. Il fait également édifier une ligne de fortifications de 16 km entre les places fortes de Saint-Rémy-du-Plain et de Peray en passant par Saosnes, suivant une frontière féodale. Ce rempart est connu sous le nom de « Fossés-Robert » ou « fossés de Robert le Diable ».
La bataille de Saint-Rémy-du-Plain, livrée par les Bourguignons aux Armagnacs en 1412, eut lieu en partie sur le territoire de Saosnes.
Les places fortes de Saosnes sont démantelées et mises hors de service probablement avant le XIVe siècle car elles ne font pas partie de celles qui sont occupées par les Anglais en 1417 lors de la guerre de Cent Ans.
La commune absorbe Mont-Renault qui compte 183 habitants par décret impérial du 9 février 1810. De mémoire d'anciens[évasif], les maires de Saosnes et Mont-Renault auraient joué pour déterminer le nom de la commune nouvelle. Saosnes aurait gagné et Montrenault est maintenant un lieu-dit.
À la fin du XIXe siècle, des traces des Fossés-Robert subsistent et sont encore visibles près des fermes de la Bélière et de Mont-Josson, ces vestiges sont décrits par l'historien Gabriel Fleury. Les dernières traces du fossé sont détruites en 1982.

## Politique et administration
| Période                                  | Période   | Identité                    | Étiquette | Qualité                           |
| ---------------------------------------- | --------- | --------------------------- | --------- | --------------------------------- |
| 1792                                     | 1795      | Noël Thébault               |           |                                   |
| 1796                                     | 1796      | Michel Charpantier          |           |                                   |
| 1796                                     | 1800      | Chamroux                    |           |                                   |
| 1800                                     | 1808      | Victeur Grouas              |           |                                   |
| 1808                                     | 1859      | François Morineau           |           |                                   |
| 1859                                     | 1875      | Gabriel Jean Jacques Triger |           |                                   |
| 1877                                     | 1877      | Alexandre Triger            |           |                                   |
| 1877                                     | 1880      | Principe Lenoir             |           |                                   |
| 1880                                     | 1891      | Auguste Chamroux            |           |                                   |
| 1891                                     | 1892      | Louis Vannier               |           |                                   |
| 1892                                     | ?         | Alphonse Lacroix            |           |                                   |
| 1995                                     | mars 2001 | Georges Jarry               |           | Agriculteur                       |
| mars 2001                                | mai 2020  | Gilles Frénéhard            | SE        | Responsable commercial de magasin |
| mai 2020                                 | En cours  | Roger Poisson               | SE        | Retraité des travaux publics      |
| Les données manquantes sont à compléter. |           |                             |           |                                   |

| Période | Période | Identité        | Étiquette | Qualité |
| ------- | ------- | --------------- | --------- | ------- |
| 1793    | 1796    | Michel Fontaine |           |         |
| 1796    | 1800    | Marin Le Veau   |           |         |
| 1800    | ?       | Michel Fontaine |           |         |

## Démographie
L'évolution du nombre d'habitants est connue à travers les recensements de la population effectués dans la commune depuis 1793. Pour les communes de moins de 10 000 habitants, une enquête de recensement portant sur toute la population est réalisée tous les cinq ans, les populations de référence des années intermédiaires étant quant à elles estimées par interpolation ou extrapolation. Pour la commune, le premier recensement exhaustif entrant dans le cadre du nouveau dispositif a été réalisé en 2006.
En 2022, la commune comptait 218 habitants, en évolution de +3,32 % par rapport à 2016 (Sarthe : −0,25 %, France hors Mayotte : +2,11 %).
La population de Saosnes est passée de 335 habitants en 1806 à 600 en 1821 (absorption de Mont-Renault en 1810). Son apogée est atteint en 1851 avec 630 habitants.
| 1793 | 1800 | 1806 | 1821 | 1831 | 1836 | 1841 | 1846 | 1851 |
| ---- | ---- | ---- | ---- | ---- | ---- | ---- | ---- | ---- |
| 284  | 335  | 335  | 600  | 518  | 611  | 581  | 600  | 630  |

| 1856 | 1861 | 1866 | 1872 | 1876 | 1881 | 1886 | 1891 | 1896 |
| ---- | ---- | ---- | ---- | ---- | ---- | ---- | ---- | ---- |
| 608  | 577  | 526  | 508  | 468  | 437  | 413  | 366  | 342  |

| 1901 | 1906 | 1911 | 1921 | 1926 | 1931 | 1936 | 1946 | 1954 |
| ---- | ---- | ---- | ---- | ---- | ---- | ---- | ---- | ---- |
| 341  | 348  | 323  | 307  | 307  | 290  | 278  | 309  | 309  |

| 1962 | 1968 | 1975 | 1982 | 1990 | 1999 | 2006 | 2011 | 2016 |
| ---- | ---- | ---- | ---- | ---- | ---- | ---- | ---- | ---- |
| 278  | 265  | 206  | 185  | 181  | 189  | 193  | 208  | 211  |

| 2021 | 2022 | - | - | - | - | - | - | - |
| ---- | ---- | - | - | - | - | - | - | - |
| 215  | 218  | - | - | - | - | - | - | - |

## Économie
Commune agricole : culture céréalière, élevage de vache laitière et pisciculture.

## Lieux et monuments
- Étang de Gué Chaussée : zone naturelle d'intérêt écologique, faunistique et floristique (ZNIEFF) de deuxième génération. Il étend ses 29 hectares sur la commune de Saosnes et celle des Mées. Il présente des intérêts écologique (insectes, oiseaux), fonctionnels (zone migratoire) et aussi paysager. Selon Léon de La Sicotière dans Excursion dans le Sonnois (1840) : « L'étang de Guéchaussée forme une sorte d'oasis de fraicheur et de verdure, au milieu de l'aridité de la plaine. Il est fort étendu, mais peu profond et rempli d'arbres marécageux. Il doit à cette circonstance d'être fréquenté par une grande quantité d'oiseaux aquatiques, et de jouir d'un certain renom parmi les chasseurs. »
- Motte castrale avec ruines.
- Église Saint-Hilaire (XIe, XIIIe et XIXe siècles). Horloge de 1900. Fresques et statues polychromes protégées par de petites chapelles. Retable richement décoré.
- Église Saint-Julien des XIe ou XIIe, XVIe et XIXe siècles, avec son clocher incrusté en façade. Le portail, les petites ouvertures et leurs arcs en plein cintre dénotent le style roman de la construction. L'édifice est inscrit au titre des monuments historiques depuis 1994[28].
- La Cour de Saosnes, maison rebâtie peu avant 1789, ancienne possession des moines de l'abbaye de Perseigne[29].

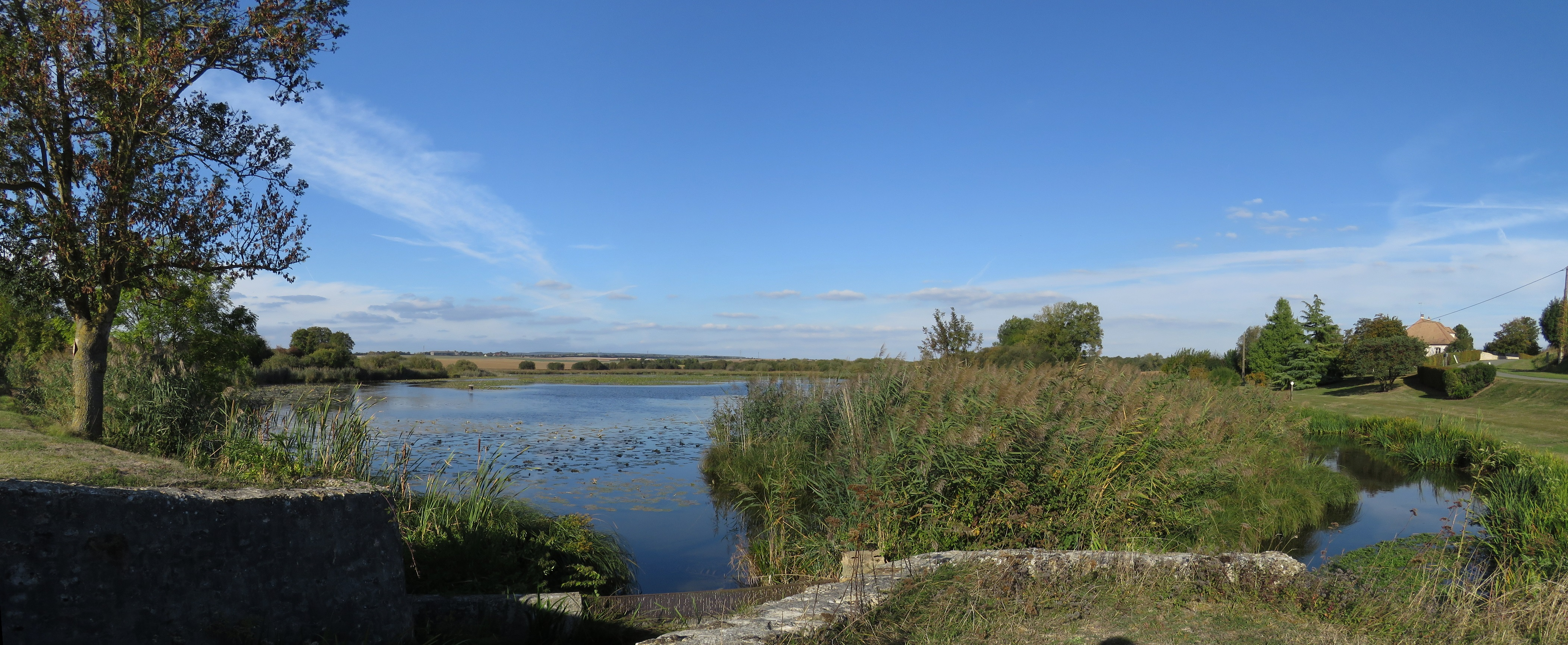
Étang de Gué-Chaussée
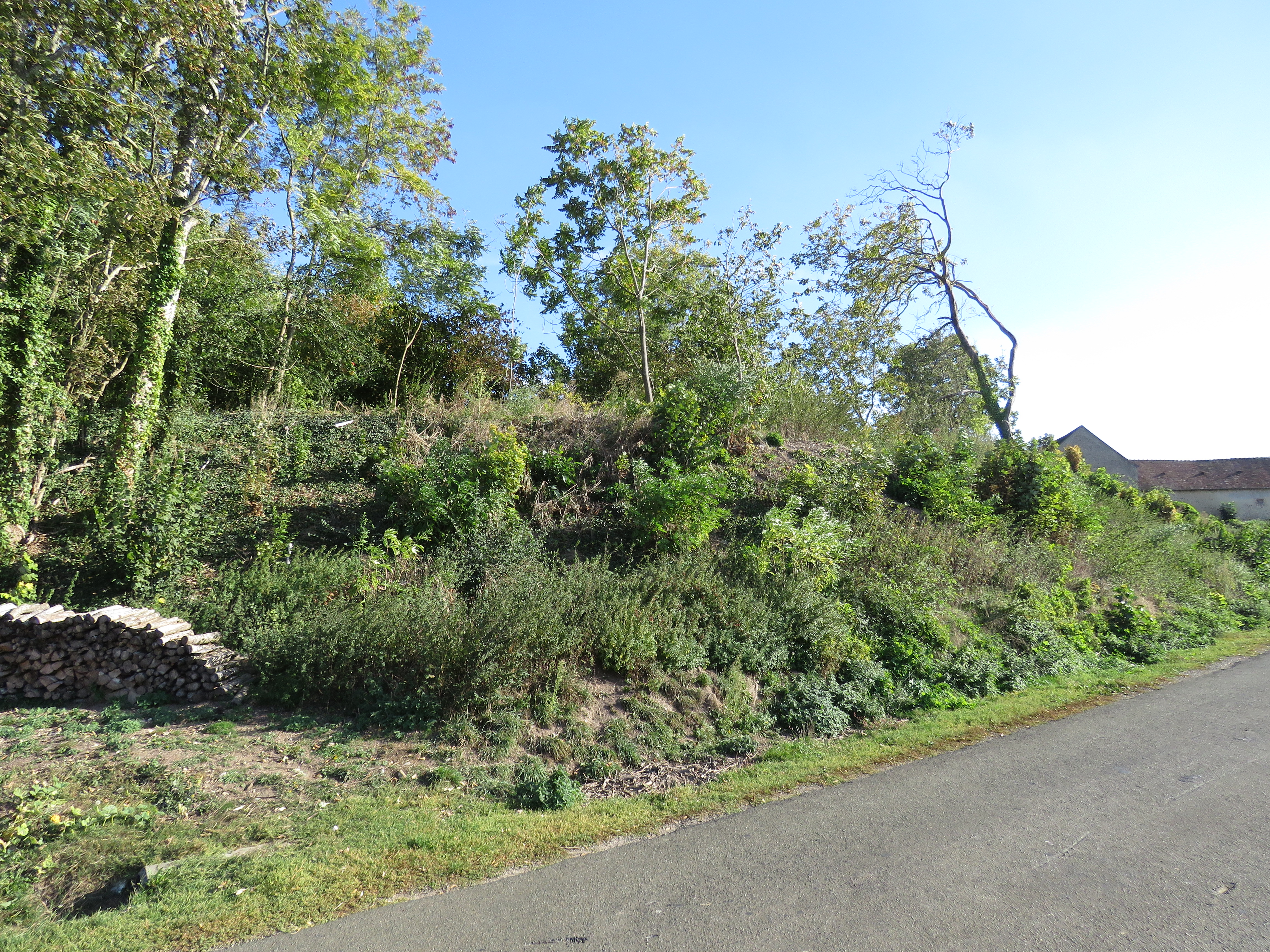
Motte castrale de Saosnes
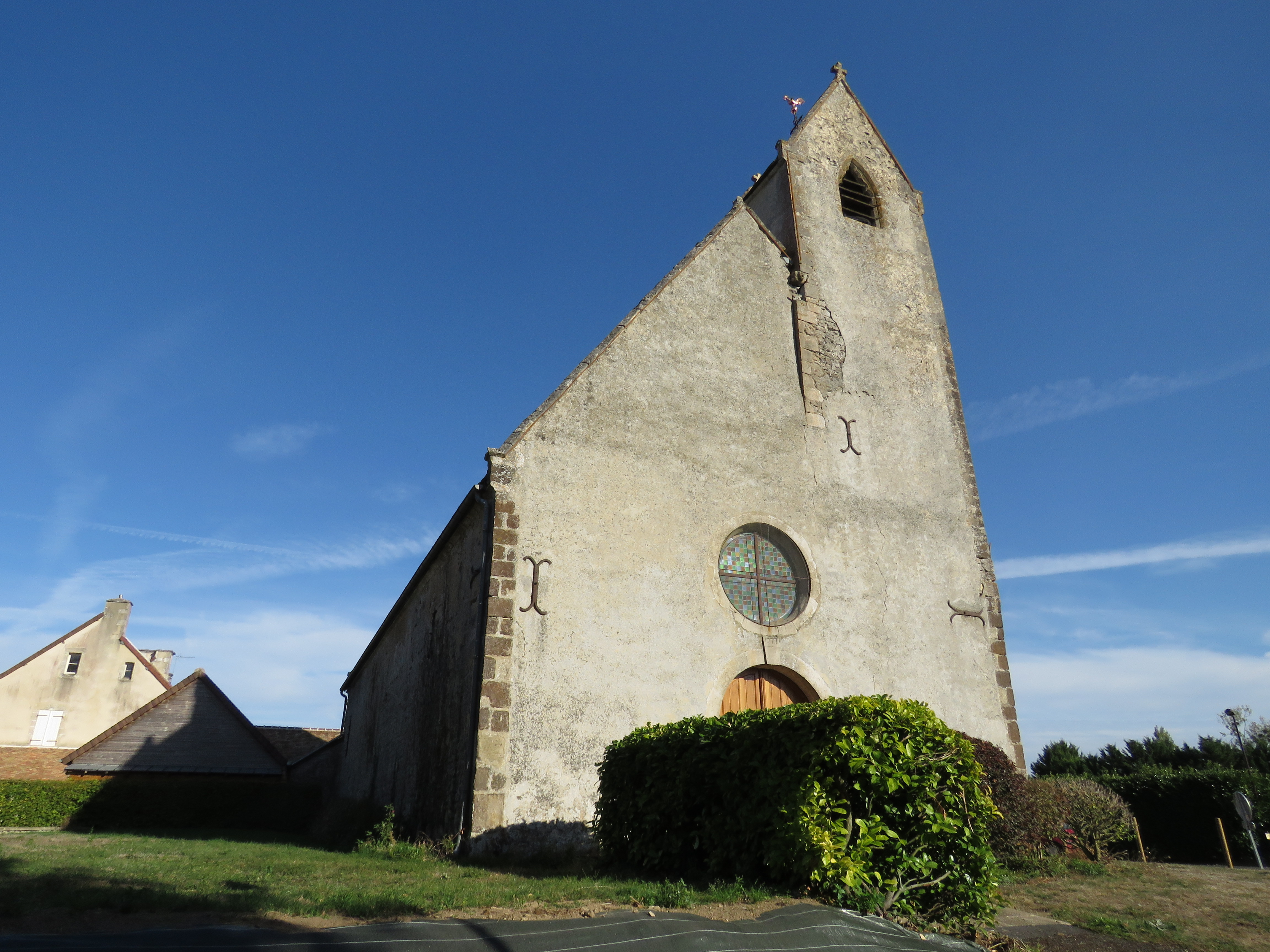
Église Saint-Hilaire
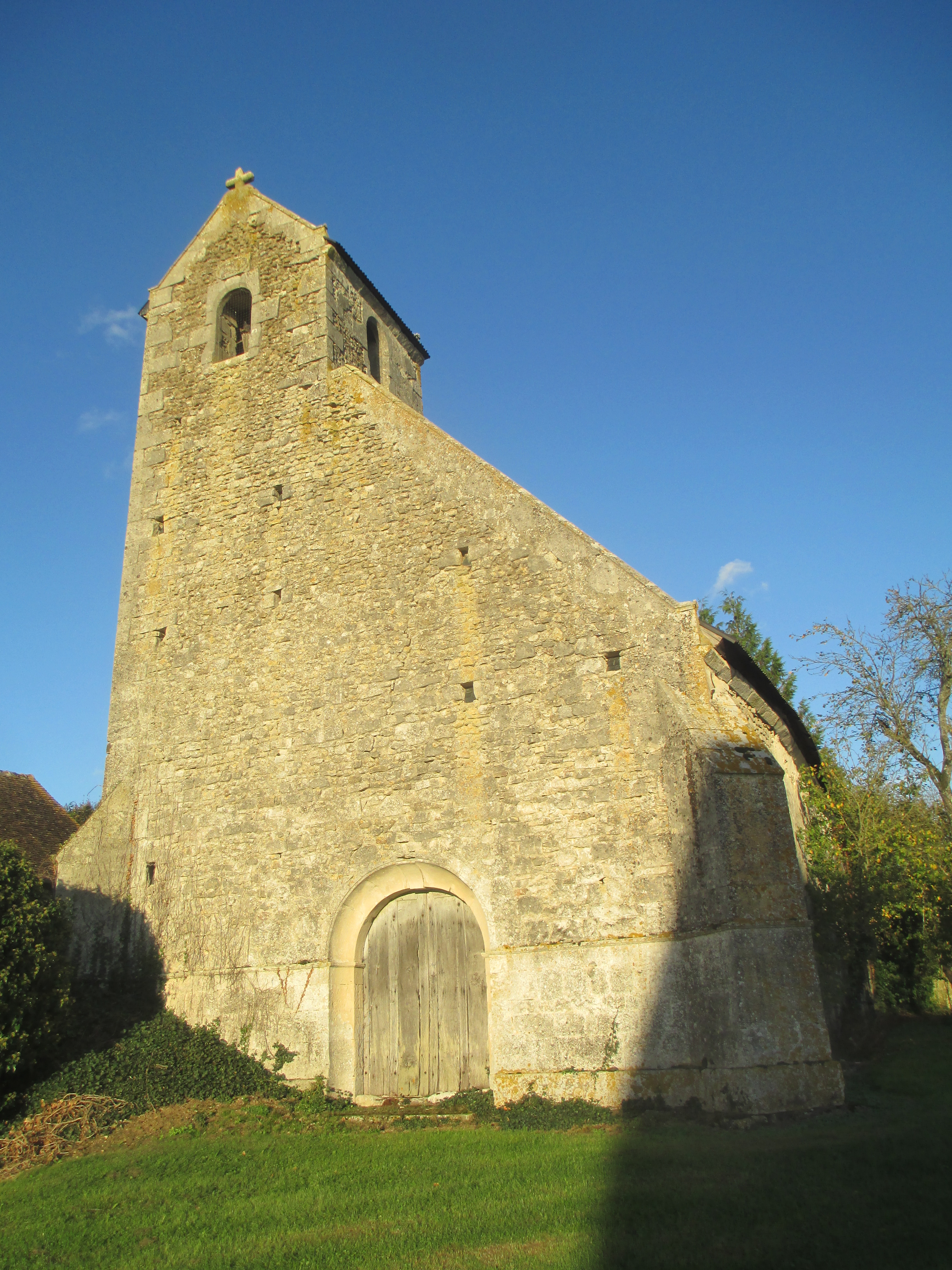
Église Saint-Julien de Montrenault